# Бежаново (Нижньогородська область)
Бежаново (рос. Бежаново) — присілок в Вачському районі Нижньогородської області Російської Федерації.
Населення становить 0 осіб. Входить до складу муніципального утворення Новосельська сільрада.

## Історія
Від 2009 року входить до складу муніципального утворення Новосельська сільрада.

## Населення
| 1859 | 1905 | 1926 | 1999 | 2002 | 2010 |
| ---- | ---- | ---- | ---- | ---- | ---- |
| 332  | ↗379 | ↗419 | ↘3   | ↘0   | →0   |